# Robot 17
Il Robot 17 o RBS-17 è un missile antinave di costruzione svedese, variante a impiego terrestre e navale del missile anticarro statunitense AGM-114 Hellfire.

## Caratteristiche
Sviluppato dalla Bofors Defense (oggi Saab Bofors Dynamics) negli anni 1980, il Robot 17 presenta un corpo lungo 163 centimetri e dal diametro di 17,8 centimetri. Il missile in sè pesa 48 chilogrammi, a cui sommare il lanciatore, il sistema di fuoco e quello di puntamento; generalmente è operato a terra da una squadra di cinque elementi, di cui tre per operare l'arma e due per operare il sistema di puntamento, ma può essere imbarcato anche su unità navali. Il Robot 17 è un missile a guida laser: il bersaglio viene inquadrato da un puntatore laser e l'arma, una volta lanciata, compie una salita di alcune centinaia di metri prima di dirigere sul bersaglio seguendo il fascio del laser. Il raggio di azione è stimato tra gli otto e i nove chilometri.
Il missile è armato con una testata esplosiva tipo HEAT dal peso di 9 chilogrammi.

## Impiego operativo
Il missile è in dotazione al corpo di fanteria di marina della Svezia (Amfibiekåren) per essere impiegato in particolare nella difesa dell'intricato Arcipelago di Stoccolma e di altre zone costiere da attacchi navali nemici; l'arma è anche impiegabile contro bersagli a terra.
Dal giugno 2022 un numero imprecisato di Robot 17 sono stati donati dalla Svezia all'Ucraina per essere impiegati dal paese nell'ambito del conftillo con la Russia. In Ucraina il missile è stato più frequentemente usato contro bersagli a terra quali postazioni fortificate e veicoli leggermente blindati.